# The Vaudevillains
The Vaudevillains foi uma dupla de luta profissional formada por Aiden English e Simon Gotch que trabalhou para a WWE no programa SmackDown. Ex-campeões de duplas do NXT, a personagem dos dois é a de um par de lutadores da era de Vaudeville.

## História

### WWE

#### NXT (2014-2016)
Em junho de 2014, English formou uma dupla com Simon Gotch, conhecida como os Vaudevillains. Os Vaudevillains fizeram sua estreia nos ringues, como uma equipe, como vilões no episódio do NXT de 19 de junho, derrotando Angelo Dawkins e Travis Tyler. Em agosto, os Vaudevillains participaram de um torneio para determinar os desafiante pelo NXT Tag Team Championship, sendo derrotados pelos Lucha Dragons (Sin Cara e Kalisto) na final. No episódio do NXT de 30 de outubro, os Vaudevillains venceram uma battle royal de duplas, tornando-se os desafiantes pelo título de duplas. Eles receberam a luta pelo título no NXT TakeOver: R Evolution contra os Lucha Dragons, mas não tiveram sucesso. Depois de um breve hiato, os Vaudevillains retornaram em 3 de junho de 2015, no  NXT, derrotando Jason Jordan e Marcus Louis. EM 8 de julho, eles derrotaram Enzo Amore e Colin Cassady para novamente conquistar o direito de enfrentar os campeões de duplas. Em 15 de julho, English e Gotch foram derrotados pelos campeões Blake e Murphy após interferência de Alexa Bliss. Eles tornaram-se heróis após serem estapeados por Bliss. O Gerente Geral do NXT, William Regal, em seguida, anunciou que haveria uma revanche em uma data posterior. Em 22 de agosto, no NXT Takeover: Brooklyn, os Vaudevillains (acompanhados por Blue Pants) derrotaram Blake e Murphy (com Alexa Bliss) para se tornarem campeões de duplas. Eles foram eliminados na segunda rodada do torneio de duplas Dusty Rhodes Tag Team Classic por Dash e Dawson. O reinado de English e Gotch chegou ao fim depois de 61 dias, quando Dawson e Dash os derrotaram. O par não conseguiu recuperar os títulos no dia 25 de novembro, no NXT. Eles novamente tornaram-se vilões após uma série de derrotas que culminou com uma perda para a dupla American Alpha após a qual Gotch e English recusaram-se a apertar as mãos dos vencedores. Os Vaudevillains seriam novamente derrotados por American Alpha em uma partida para definir os desafiantes pelo título de duplas. Gotch e English fizeram sua última luta como parte do elenco do NXT em 13 de abril, sendo derrotados por Johnny Gargano e Tommaso Ciampa.

#### Elenco principal (2016–2017)
No SmackDown de 7 de abril de 2016, os Vaudevillains fizeram sua estreia no elenco principal, como vilões, derrotando os Lucha Dragons. No Raw de 11 de abril, a dupla foi anunciada como uma das equipes que participaria de um torneio para definir os desafiantes pelo título de duplas da WWE. Eles derrotaram a dupla de Goldust e Fandango na primeira rodada e, mais tarde naquela semana, os Usos. No Payback, os Vaudevillains enfrentaram Amore e Cassidy na final do torneio. Após Amore se lesionar durante o combate, Gotch e English foram declarados os vencedores e os desafiantes. No evento seguinte, Extreme Rules, os Vaudevillains foram derrotados pelos campeões Big E e Xavier Woods, representando o New Day. Eles tiveram uma revanche na noite seguinte, no Raw, mas perderam por desqualificação depois da interferência de Luke Gallows e Karl Anderson. Os Vaudevillains competiram em uma luta de quatro duplas pelo WWE Tag Team Championship no Money in the Bank, mas não conseguiram derrotar os campeões The New Day.

## Na luta profissional
- Movimentos de finalização
  - Director's Cut (Cobra clutch jogado em um sitout side slam)[16] - English
  - That's a Wrap (Senton bomb de alto ângulo da corda do meio)[17][18] - English
  - Gentleman's Clutch[19] (Bridging cobra clutch underhook suplex)[20][21] - Gotch
- Movimentos de finalização de dupla
  - Whirling Dervish (Uppercut na parte de trás da cabeça do oponente (Gotch) seguido por um swinging neckbreaker) (English) - 2015-2017
  - The Gentleman's Congress[22] (Rolling fireman's carry slam (Gotch), seguido por That's a Wrap) (English) - 2014 [2]
- Movimentos secundários em dupla
  - Dukes Up (Tapas com as costas da mão em arm trap nas costas (Gotch) e no peito (English) simultaneamente, seguido por socos simultâneos)
- Managers
  - Blue Pants
- Alcunhas
  - "The Artiste" - English
  - "The Gentleman Bruiser" - Gotch
- Músicas de entrada
  - "A Quicker Accomplishement" por Art Teste Music (NXT; 30 de maio de 2014 – 25 de setembro de 2014)
  - "Voix de Ville" por CFO$ (NXT/WWE; 2 de outubro de 2014 – 24 de junho de 2015; 14 de abril de 2016 – 2017)
  - "Vau de Vire" por CFO$ (NXT/WWE; 1 de julho de 2015 – 7 de abril de 2016)

## Títulos e prêmios
- Pro Wrestling Illustrated
  - PWI colocou Aiden English na 207ª posição dos 500 melhores lutadores individuais em 2014[23]
  - PWI colocou Simon Gotch na 215ª posição dos 500 melhores lutadores individuais em 2014[23]
- WWE NXT
  - NXT Tag Team Championship (1 vez)